# Џеронимо (филм из 2014)
Џеронимо (фр. Geronimo) је француски драмски филм из 2014. године, који је режирао Тони Гатлиф. Премијерно је приказан у секцији за посебне пројекције на Филмском фестивалу у Кану 2014. 20. маја.

## Радња
Џеронимо је млада жена од тридесет година, специјализована васпитачица са интегритетом коју годинама поштују млади људи из њеног комшилука, у граду на југу Француске. Њен живот се преокреће када Нил Терзи, шеснаестогодишња девојчица, побегне из договореног брака да пронађе љубавника Луки Молина. Њихов подвиг ће запалити ватру између породица двоје љубавника, турске имиграције и света Рома. Када избије сукоб, Џеронимо ће бити једина која жели да се бори да заустави лудило које се дешава.

## Улоге
- Селине Салет као Џеронимо
- Рачид Јус као Фазил
- Давид Мургиа као Луки
- Наталија Харзун као Нил
- Винцент Хенеин као Антонието
- Адриен Руиз као Ел Пирипи
- Аксел Устун као Кемал
- Тим Сеифи као Тарик
- Себастијан Хоубани као Хасан
- Финеган Олдфиелд као Никис Скорпион
- Артхур Вандепоел као Алек
- Марина Ћион као Сода
- Пиере Обрадовић као Југос
- Алекис Багинама Абуса као Иака
- Серги Лопез као Џеренимов отац